# Duinwespenorchis
De duinwespenorchis (Epipactis helleborine subsp. neerlandica, synoniem: Epipactis neerlandica) is een Europese orchidee van het geslacht Epipactis (wespenorchissen).
Het is een ondersoort van de brede wespenorchis (E. helleborine) (of een aparte soort, naargelang de auteur) die voorkomt op zandige bodems, zoals in duinvalleien en dennenbossen, en die voor het eerst in Nederland gevonden is.

## Etymologie en naamgeving
- Synoniem: Epipactis helleborine var. neerlandica Vermeulen 1949, Epipactis neerlandica (Verm.) Devillers-Terschuren & Devillers 1991
- Nederlands: Duinwespenorchis
- Frans: Epipactis des Pays-Bas

De botanische naam Epipactis werd reeds door Theophrastos van Eresos als ἐπιπακτίς (epipaktis), een filosoof en botanicus uit de Griekse oudheid gebruikt, maar waarschijnlijk voor een andere plant. De botanische naam Epipactis werd in 1757 door Johann Gottfried Zinn, een hoogleraar in de plantkunde aan de Georg-August-Universität Göttingen, aan dit geslacht toegekend.
De soortaanduiding neerlandica is een latinisering van Nederland, waar de eerste planten werden beschreven.

## Kenmerken

### Plant
De duinwespenorchis is een overblijvende, niet-winterharde geofyt. Het is een middelgrote (maximaal 50 cm), stevige plant met een dikke, naar boven toe viltig behaarde bloemstengel, talrijke verspreid staande ongevlekte bladeren en een dichte, rijkbebloemde cilindrische tros met roze en groene bloemen.

### Bladeren
Langs de stengel staan talrijke, stijve, lichtgroene, gootvormige ovale tot bijna ronde stengelomvattende bladeren, schuin omhoog of rechtop, in een spiraal gerangschikt. De onderste schutbladen zijn korter dan of net even lang als de bloemen zelf.

### Bloemen
De bloemen zijn voor een wespenorchis groot maar niet volledig geopend. De kelkbladen en kroonbladen zijn lang elliptisch, de kelkbladen lichtgroen, de kroonbladen groenwit met roze. De lip bestaat uit twee delen, een hypochiel en een epichiel (typisch voor wespenorchissen), is roze tot rood gekleurd, met een brede top. Het gynostemium bezit een goed ontwikkeld clinander en een functioneel viscarium. Het vruchtbeginsel is donzig behaard, kort gesteeld, met een purper aangelopen steeltje.
De bloeitijd is van eind juli tot augustus.

## Voortplanting en levenswijze
De duinwespenorchis lokt zijn bestuivers voornamelijk door zijn geur. Bestuiving gebeurt meestal door sociale wespen. De plant is waarschijnlijk volledig allogaam.

## Habitat
De duinwespenorchis is een soort van open tot licht beschaduwde plaatsen op droge tot licht vochtige, kalkrijke zandgronden, zoals schelpenrijke duinhellingen, kruipwilgstruikgewas, ook in lichte dennenbossen op zandgrond.

## Verspreiding en voorkomen
De duinwespenorchis komt enkel voor in de kustzones van het Kanaal, de Noordzee en de Oostzee. In België in West-Vlaanderen, in Nederland in het hele duindistrict, in Frankrijk in de departementen Nord, Pas-de-Calais en Manche, ook in Duitsland, Denemarken en Noorwegen.
Over heel het verspreidingsgebied is de duinwespenorchis zeldzaam en slechts plaatselijk voorkomend.
Door zijn sterke gelijkenis met de brede wespenorchis wordt de plant echter dikwijls over het hoofd gezien.
De typelocatie van de (toen nog) variëteit neerlandica is waarschijnlijk het landgoed Koningshof bij Overveen in Noord-Holland.

## Taxonomie, verwante en gelijkende soorten
De duinwespenorchis behoort tot het geslacht van de wespenorchissen, waarvan een tiental sterk gelijkende soorten in België en Nederland voorkomen.
De duinwespenorchis is door Pieter Vermeulen zelf beschreven als variëteit van de brede wespenorchis, E. helleborine var. neerlandica. In 1986 werd de plant door Buttler tot ondersoort verheven, E. helleborine subsp. neerlandica, en in 1991 zelfs tot soort, E. neerlandica, door J. & P. Devillers-Terschuren.
De verschillen tussen de duinwespenorchis en de brede wespenorchis zijn echter meestal relatief. De meest sprekende verschillen zijn:
- de bladeren van de duinorchis zijn steviger en staan dichter op elkaar dan die van de brede wespenorchis;
- ze staan schuin omhooggericht, zijn gootvormig en (vooral de onderste) stengelomvattend;
- de bloemen van de duinorchis staan dicht op elkaar in een compacte tros;

## Bedreiging en bescherming
De belangrijkste bedreiging voor de duinwespenorchis is het verlies van hun biotoop door verkaveling van de duinengordels.
In België staat de soort op de Lijst van wettelijk beschermde planten in België, als ondersoort van de brede wespenorchis.
In Frankrijk is de soort beschermd in het departement Nord.